# 元景献 (元熙之子)
元景献（503年—520年9月21日），名晫，字景献，以字行，河南郡洛阳县（今河南省洛阳市东）人，追尊魏景穆帝拓跋晃的玄孙，太尉元熙长子，北魏宗室。

## 生平
正光元年（520年）七月，元景献与父亲元熙一起前往镇守邺城，当时刘腾、元叉隔绝灵太后和魏孝明帝元诩不见面，假传诏令杀死清河王元怿，元熙因此起兵反对刘腾和元叉，被击败后，元景献和父亲元熙、弟弟元仲献、弟弟元叔献都被俘获。正光元年八月廿四日（520年9月21日），元景献与两个弟弟以及父亲元熙、叔叔元纂同时被杀，虚岁十八。孝昌元年十月十七日（525年11月17日），朝廷追赠元景献为使持节、中军将军、都督青州诸军事、青州刺史，以王的礼节下葬，谥号敬，当年十一月壬寅朔廿日辛酉（525年12月20日）葬于西陵。其墓志首题《魏故青州刺史元敬公之墓志铭》，拓片藏于北京图书馆。

## 家庭

### 高祖
- 拓跋晃，北魏景穆皇帝[4]

### 曾祖
- 元桢，北魏南安惠王[4]

### 祖父
- 元英，北魏司徒[4]

### 父母
- 元熙，北魏太尉[4]
- 河南于氏，领军、灵寿武敬公于忠之女[7][8][9][10]

### 兄弟姐妹
- 元仲献，北魏员外散骑侍郎
- 元叔献
- 元叔仁，北魏征虏将军、通直散骑常侍、中山王
- 元氏，嫁卢道和之子卢景熙[11]
- 元义华，元熙第四女[12]